# Stevie Jackson
Stevie Jackson és un músic i compositor escocés. Toca la guitarra solista i canta a la banda de twee pop de Glasgow Belle and Sebastian. La seua forma de tocar la guitarra és melòdica i recorda als anys 60, amb un ús important de la reverberació (fins al punt de rebre el sobrenom de "Stevie Reverb") i molt pocs efectes.
Abans d'unir-se al grup, Jackson va ser membre de The Moondials, que van publicar un senzill al segell Electric Honey. L'experiència a The Moondials va ser molt agradable per a Stevie, i al líder de Belle and Sebastian Stuart Murdoch li va costar molt convèncer-lo perquè s'unira al grup. En aquella època, Murdoch tocava sol a un circuit de "micròfon obert" a Glasgow, i va ser a un d'aquests concerts (al Halt Bar) on Jackson va veure Murdoch tocar per primera vegada.
Al principi, la banda existia només com a expressió de les composicions de Murdoch, però des del seu tercer àlbum (The Boy With The Arab Strap), altres membres han començat a contribuir. Stevie ha sigut el membre que més ha contribuït, i des d'aleshores ha contribuït a tots els àlbums de la banda i ha compost el single de 2001 "Jonathan David." Les seues cançons són clarament distintes de les de Murdoch: solen ser més curtes i menys introspectives, optant per pop de l'estil dels anys 60 en lloc de l'habitual folk melancòlic que ha definit els primers discos de Belle and Sebastian.